# Alessandro Altobelli
Alessandro Altobelli (* 28. listopadu 1955 Sonnino, Itálie) je bývalý italský fotbalový útočník.
Je považováán za jednoho z nejlepších italských útočníků po 2. sv. válce. Po ikoně Nerazzurri Meazzy (284 branek) je druhý nejlepší střelec (209 branek). Vyhrál jeden titul (1979/80) a dva italské poháry (1977/78, 1981/82).
S italskou reprezentací vyhrál mistrovství světa ve Španělsku roku 1982 a získal bronzovou medaili na mistrovství Evropy roku 1988. Zúčastnil se též Eura 1980 (kde Italové skončili čtvrtí) a světového šampionátu 1986 Celkem za národní tým odehrál 61 utkání a vstřelil 25 gólů.
Je nejlepším italským střelcem v poháru UEFA (25 branek).

## Klubová kariéra
Fotbal začal hrát v mládežnickém sektoru v Latině, kde si odbyl premiéru za dospělé v roce 1973. Po odehrané jedné sezony jej koupila Brescia, která hrála druhou ligu. V Brescii hrál tři roky a celkem vstřelil 29 branek z 84 utkání.
V roce 1977 podepsal smlouvu z Interem se kterým zůstal spjat 11 let. S klubem získal titul v sezoně 1979/80 a dva italské poháry (1977/78, 1981/82). Stal se nejlepší střelcem poháru PVP (1978/79 - 7branek) a také v italském poháru (1981/82 - 9 branek). V lize se mu střelecky nejlépe dařilo v sezoně 1984/85 - 17 branek (2. místo). Po konfliktu s trenérem Giovanni Trapattonim v roce 1988, se rozhodl raději odejít. Celkem za Nerazzurri odehrál 466 utkání a vstřelil 209 branek.
Jako velká posila byl představen v Juventusu. Jenže kvůli zranění se představí celkem do 34 utkání a vstřelí 15 branek. V lize skončil s klubem na 4. místě a tak byl po sezoně propuštěn. Sezonu 1989/90 odehrál v Brescii a po sezoně se rozhodl ukončit kariéru.

## Po kariéře
Po fotbalové kariéře byl v letech 1995 až 1998 sportovním manažerem Padovy. Poté působil v Interu jako pozorovatel. Věnoval se i plážovém fotbalu. Byl nejlepším střelcem na MS v letech 1995 a 1996 - bronz. Od roku 1991 se věnuje i politice a od roku 2000 moderuje v televizi.

## Hráčská statistika
| Sezóna  | Klub     | Liga    | Liga   | Liga | Ligové poháry | Ligové poháry | Ligové poháry | Kontinentální poháry | Kontinentální poháry | Kontinentální poháry | Celkem | Celkem |
| Sezóna  | Klub     | Soutěž  | Zápasy | Góly | Soutěž        | Zápasy        | Góly          | Soutěž               | Zápasy               | Góly                 | Zápasy | Góly   |
| ------- | -------- | ------- | ------ | ---- | ------------- | ------------- | ------------- | -------------------- | -------------------- | -------------------- | ------ | ------ |
| 1973/74 | Latina   | Serie C | 28     | 7    | IP            | 0             | 0             | -                    | 0                    | 0                    | 28     | 7      |
| 1974/75 | Brescia  | Serie B | 16     | 2    | IP            | 1             | 0             | -                    | 0                    | 0                    | 17     | 2      |
| 1975/76 | Brescia  | Serie B | 26     | 11   | IP            | 4             | 0             | -                    | 0                    | 0                    | 30     | 11     |
| 1976/77 | Brescia  | Serie B | 34     | 13   | IP            | 3             | 3             | -                    | 0                    | 0                    | 37     | 16     |
| 1977/78 | Inter    | Serie A | 28     | 10   | IP            | 10            | 4             | UEFA                 | 2                    | 0                    | 40     | 14     |
| 1978/79 | Inter    | Serie A | 29     | 11   | IP            | 2             | 1             | PVP                  | 6                    | 7                    | 37     | 19     |
| 1979/80 | Inter    | Serie A | 29     | 15   | IP            | 5             | 4             | UEFA                 | 4                    | 3                    | 38     | 22     |
| 1980/81 | Inter    | Serie A | 29     | 12   | IP            | 4             | 1             | PMEZ                 | 8                    | 4                    | 41     | 17     |
| 1981/82 | Inter    | Serie A | 29     | 9    | IP            | 9             | 9             | UEFA                 | 4                    | 3                    | 42     | 21     |
| 1982/83 | Inter    | Serie A | 30     | 15   | IP            | 11            | 4             | PVP                  | 5                    | 3                    | 46     | 22     |
| 1983/84 | Inter    | Serie A | 28     | 10   | IP            | 5             | 3             | UEFA                 | 6                    | 2                    | 39     | 15     |
| 1984/85 | Inter    | Serie A | 30     | 17   | IP            | 11            | 6             | UEFA                 | 10                   | 2                    | 51     | 25     |
| 1985/86 | Inter    | Serie A | 29     | 9    | IP            | 6             | 4             | UEFA                 | 10                   | 6                    | 45     | 19     |
| 1986/87 | Inter    | Serie A | 28     | 11   | IP            | 7             | 5             | UEFA                 | 8                    | 3                    | 43     | 19     |
| 1987/88 | Inter    | Serie A | 28     | 9    | IP            | 10            | 5             | UEFA                 | 6                    | 2                    | 44     | 16     |
| 1988/89 | Juventus | Serie A | 20     | 4    | IP            | 6             | 7             | UEFA                 | 8                    | 4                    | 34     | 15     |
| 1989/90 | Brescia  | Serie B | 32     | 7    | IP            | 1             | 0             | -                    | 0                    | 0                    | 33     | 7      |
| Celkem  | Celkem   | Celkem  | 473    | 172  | -             | 95            | 56            | -                    | 77                   | 39                   | 645    | 267    |

## Reprezentační kariéra
Za reprezentaci odehrál 61 utkání a vstřelil 25 branek. První utkání odehrál na ME 1980 18. června 1980 proti Belgie (0:0). Zúčastnil se MS 1982. Zasáhl sice jen do tří utkání jako náhradník, ale ve finále vystřídal již v 8. minutě zraněného Grazianiho a vstřelil branku. Domů si odvezl zlatou medaili. Byl i na MS 1986, kde odehrál všechna utkání, při kterým vstřelil celkem 4 branky. Poté se stal i kapitánem v sedmi utkání. Posledním turnajem bylo ME 1988, kde získal bronz. Po turnaji se rozloučil s reprezentací. Je na 6. místě v tabulce střelců.

### Statistika na velkých turnajích
| Reprezentace | Rok     | Zápasy                        | Zápasy | Zápasy         | Zápasy           | Zápasy           | Zápasy            |
| Reprezentace | Rok     | Fáze turnaje                  | Datum  | Soupeř         | Odehraných minut | Vstřelené branky | Výsledek          |
| ------------ | ------- | ----------------------------- | ------ | -------------- | ---------------- | ---------------- | ----------------- |
| Itálie       | ME 1980 | 3 zápas ve skupině            | 18. 6. | Belgie         | 45               | 0                | 0:0               |
| Itálie       | ME 1980 | o 3. místo                    | 21. 6. | Československo | 120              | 0                | 1:1 (8:9 na pen.) |
| Itálie       | MS 1982 | 1 zápas ve druhé skupin. fáze | 29. 6. | Argentina      | 10               | 0                | 2:1               |
| Itálie       | MS 1982 | Semifinále                    | 8. 7.  | Polsko         | 20               | 0                | 2:0               |
| Itálie       | MS 1982 | Finále                        | 11. 7. | NSR            | 82               | 1                | 3:1               |
| Itálie       | MS 1986 | 1 zápas ve skupině A          | 31. 5. | Bulharsko      | 90               | 1                | 1:1               |
| Itálie       | MS 1986 | 2 zápas ve skupině A          | 5. 6.  | Argentina      | 90               | 1                | 1:1               |
| Itálie       | MS 1986 | 3 zápas ve skupině A          | 10. 6. | Jižní Korea    | 90               | 2                | 3:2               |
| Itálie       | MS 1986 | čtvrtfinále                   | 17. 6. | Francie        | 90               | 0                | 0:2               |
| Itálie       | 1988    | 1 zápas ve skupině            | 10. 6. | NSR            | 1                | 0                | 1:1               |
| Itálie       | 1988    | 2 zápas ve skupině            | 14. 6. | Španělsko      | 21               | 0                | 1:0               |
| Itálie       | 1988    | 3 zápas ve skupině            | 17. 6. | Dánsko         | 23               | 1                | 2:0               |
| Itálie       | 1988    | Semifinále                    | 22. 6. | SSSR           | 45               | 0                | 0:2               |

## Hráčské úspěchy

### Klubové
- 1× vítěz italské ligy (1979/80)
- 2× vítěz italského poháru (1977/78, 1981/82)

### Reprezentační
- 2× na MS (1982 - zlato, 1986)
- 2× na ME (1980, 1988 - bronz)
- 1× na ME 21 (1980)

### Individuální
- nejlepší střelec v poháru PVP (1978/79)

### Vyznamenání
Zlatý límec za sportovní zásluhy (2017)